# Gerano
Gerano est une commune italienne de la ville métropolitaine de Rome Capitale dans la région Latium en Italie.

## Géographie
Gerano est situé au centre des monts Ruffiens à une altitude moyenne de 502 mètres.
La seule frazione de la ville est Pisciarello. Les communes attenantes sont Bellegra, Canterano, Cerreto Laziale, Pisoniano, Rocca Canterano et Rocca Santo Stefano.

## Administration
| Période                                  | Période | Identité      | Étiquette     | Qualité |
| ---------------------------------------- | ------- | ------------- | ------------- | ------- |
| 16 juin 2014                             |         | Danilo Felici | Liste civique |         |
| Les données manquantes sont à compléter. |         |               |               |         |

## Culture et patrimoine
Les monuments civils et religieux de la ville sont :
- L'église Santa Maria Assunta
- L'église San Lorenzo
- L'église Sant'Anatolia
- La tour Abate Giovanni V, datant du XIe siècle
- Le palais Corte, datant du XIVe siècle
- La fontaine Ciocio, datant du IIe siècle

De plus la commune possède deux musées : le musée de l'Infiorata, consacré à la fête annuelle homonyme, et le musée Scatole di latta (« de boite à lait »).